# Ганелин, Евгений Рафаилович
Евге́ний Рафаи́лович Гане́лин (род. 19 января 1959, Ленинград) — советский и российский актёр театра и кино. Заслуженный артист Российской Федерации (2006).

## Биография
Сын историка Рафаила Ганелина, члена-корреспондента РАН.
По окончании в 1976 году средней школы поступил в ЛГИТМиК на драматический факультет по классу заслуженного деятеля искусств РСФСР В. В. Петрова. Окончил институт с отличием в 1980 году.
Служил в Молодёжном театре, в ленинградском театре им. Ленинского комсомола, других театрах. В настоящее время — в театре им. В. Ф. Комиссаржевской (Санкт-Петербург).
Сыграл более 50 театральных ролей. Совместно с В. Богдановым создал театр «Хамелеон», в котором в течение 12 лет сыграл десятки ролей и поставил 4 спектакля в качестве режиссёра. Две его режиссёрские работы были поставлены на финской профессиональной сцене.
С 1991 года работает в ЛГИТМиК (ныне — РГИСИ) преподавателем кафедры сценической речи, а с 1999 года — преподавателем кафедры актёрского мастерства. Доцент кафедры актерского мастерства с 2001 по 2017 г. Кроме того, с 2009 г. по 2017 г. — доцент СПбГУ, руководитель актёрского курса кафедры театрального искусства факультета искусств СПбГУ.  С 2005 года приглашенный профессор Государственной театральной школы Гренландии, г. Нуук. С 2016 года -  руководитель актерского курса, профессор, заведующий кафедрой актерского мастерства СПбГИКиТ, (Санкт Петербургский государственный институт кино и телевидения).
Лауреат Всероссийского конкурса студентов-чтецов им. Яхонтова (1978), Всероссийского конкурса артистов-чтецов им. Толстого (1980), Всероссийского конкурса артистов-чтецов им. Пушкина (1987), Международного конкурса им. М. Чехова в Лондоне (1995), Международного конкурса «Ваш шанс» за лучшую режиссуру студенческого спектакля (2007).
Кандидат искусствоведения. Опубликовал ряд работ по теории и практике актёрского мастерства, в том числе в кинематографе. Заслуженный артист России (2006). Артист Академического театра им. В. Ф. Комиссаржевской. Член Союза кинематографистов России.
В кино снимается с 1985 года. Популярность принесла роль Георгия Любимова в сериале «Убойная сила».
Женат на Юлии Ганелиной, сын Александр.

## Фильмография
1. 1985 — Подвиг Одессы — старший сержант
2. 1985 — Подсудимый — парень из компании Вешнева
3. 1986 — Конёк-горбунок (телеспектакль) — Конёк-горбунок
4. 1987 — Планета Новогодних ёлок (телеспектакль)
5. 1988 — Криминальный талант — сержант
6. 1996 — Rasputin (Венгрия, США) — солдат-большевик
7. 2000 — 2001— Убойная сила 2 — Георгий Максимович Любимов, майор милиции
8. 2001 — Убойная сила 3 — Георгий Максимович Любимов, майор милиции
9. 2002 — Убойная сила 4 — Георгий Максимович Любимов, майор милиции
10. 2003 — Мангуст. Камень Рюрика (7-я серия) — Соловьёв
11. 2003 — Убойная сила 5 — Георгий Максимович Любимов, майор милиции
12. 2005 — Бандитский Петербург 7. Передел — Горюнов, следователь прокуратуры
13. 2005 — Убойная сила 6 — Георгий Максимович Любимов, майор милиции
14. 2006 — Голландский пассаж — Горюнов, бывший следователь прокуратуры
15. 2006 — Викинг — Семёнов ("Док"), офицер-подводник
16. 2006 — Морские дьяволы — Геннадий Львович Денисов
17. 2006 — 2007 — Ситуация 202 — Чибис, подполковник
18. 2007 — Антиснайпер (Украина) — Роман Борисов, подполковник
19. 2007 — Дни надежды (Украина) — Станислав Станиславович, архитектор
20. 2008 — Безумный ноябрь (Россия, Украина) — Михаил Юрьевич Лемм, начальник отдела борьбы против личности ГУБОПа
21. 2008 — Городской пейзаж (Украина) — Виктор, отец Лены
22. 2008 — Демон и Ада (не завершён) — Бомж
23. 2008 — Колечко с бирюзой (Украина) — Яков Самуилович, врач
24. 2008 — Куплю друга — Семён Ягода, врач
25. 2009 — Дот — Леонов, —командир дота капитан
26. 2010 — Военная разведка. Западный фронт — Владимир Петрович Самарцев, капитан
27. 2010 — Дембель
28. 2010-2011 — Тайны следствия 9 (серия «Попутчик») — начальник охраны
29. 2011 — У реки два берега — Никита Сергеевич
30. 2011 — Пряники из картошки — дядя Коля
31. 2012 — Золото
32. 2012 — Ночные ласточки — Паленко, командир полка
33. 2012 — Заказ на одного — психиатр
34. 2012 — Зелёные перцы — Евгений Ганелин
35. 2012 — Иностранец — директор детского дома
36. 2013 — Крик совы — Виктор Борисович Гусев, хирург
37. 2013 — Горюнов — Батраков, комдив
38. 2014 — Наставник — Пётр Андреевич, отец Горшенина
39. 2014 — 2015 — Белая стрела.Возмездие — Григорьев, полковник
40. 2017 — Чужое лицо — Юрий Александрович Алданов, полковник УСБ
41. 2017 — Инспектор Купер 3 — Патраков
42. 2018 — Пустыня — Игорь Николаевич Терентьев, полковник ГРУ
43. 2020 — С тобой хочу я быть всегда

## Дубляж

### Фильмы
- 1982 — Пропавший без вести — Чарльз Хорман
- 1994 — Криминальное чтиво — Винстон Вульф
- 2002 — Спецназ — генерал-майор Комлев  (роль Петра Юрченкова)
- 2003 — В поисках Немо — Чавк
- 2004 — Господа офицеры — Жало (роль Алексея Полуяна)
- 2005 — Перевозчик 2 — Джефф Биллингс
- 2006 — Пираты Карибского моря: Сундук мертвеца — Норрингтон
- 2006 — Спасатель — Движенец 1
- 2007 — Первобытное зло — Тим Манфри
- 2007 — Пираты Карибского моря: На краю света — Норрингтон
- 2007 — Лови волну! — Большой Зи
- 2009 — Интернэшнл — Инспектор Альберто Черутти
- 2015 — Молодость — Лука Мородет

### Роли в театре и антрепризах

#### «Театр Дом» — продюсерская компания
- «Крошка» — Месье Гамбье Ж. Летраз, режиссёр: Семён Стругачёв

Продюсерский центр «Арт — Питер» Д. Пристли «Скандальное происшествие», режиссёр М. Апарцев Роль — Генри Мун